# Frédérique Rémy
Frédérique Rémy, née le 20 avril 1959 à Suresnes, est une chercheuse française, spécialiste des zones polaires. Elle est directrice de recherche au CNRS, dans le domaine de la glaciologie. Elle est responsable de l'équipe « cryosphère » du Laboratoire d'études en géophysique et océanographie spatiales (LEGOS) de Toulouse.
Ses recherches portent sur la télédétection des glaciers et des calottes polaires pour l'étude de la dynamique de la glace et de leur réponse face aux variations climatiques. En histoire des sciences, ses recherches portent sur l'histoire du climat et de la glaciologie, notamment à travers la littérature et les textes de vulgarisation.
Elle est la fille d'Yves et Ada Rémy, écrivains et cinéastes. 

## Nominations
- 2003 : suppléante au conseil d'orientation de l'Observatoire national sur les effets du réchauffement climatique (ONERC) en raison de ses compétences sur les effets du réchauffement climatique[2]
- 2003 : membre au Conseil national des universités dans la section 37 (météorologie, océanographie physique et physique de l'environnement) du 1er collège (professeurs des universités)[3],[4]
- 2004 : membre du Comité national de la recherche scientifique dans la section 19 (système Terre : enveloppes superficielles)[5]

Elle est également membre correspondant du Bureau des longitudes, ainsi que membre titulaire de l'Académie de l'air et de l'espace (2010).